# Petr Kalus
Petr Kalus (* 29. června 1987 v Ostravě) je bývalý český hokejový útočník.

## Hráčská kariéra
S hokejem začínal v rodném městě v týmu HC Vítkovice, kde hrával v mládežnických ligách a debutoval v české nejvyšší lize v sezóně 2004/05 proti týmu HC Slavia Praha.
Byl draftován v roce 2005 ve 2. kole (celkově 39.) týmem Boston Bruins.
Po draftu odešel do zámoří, kde hrával v lize WHL v týmu Regina Pats, kde se stal s 58 body nejproduktivnějším hráčem v týmu a nejlepším střelcem v první sezóně ligy.
8. května 2006 podepsal tříletou nováčkovskou smlouvu s týmem Boston Bruins. Sezónu 2006/07 odehrál většinu na farmě Bruins kde odehrál 43 zápasů a nasbíral 30 bodů a v Boston Bruins 9 zápasů ve kterých nasbíral 5 bodů.
1. července 2007 byl společně se 4. volbou draftu 2009 vyměněn do týmu Minnesota Wild za Mannyho Fernandeze.
Sezónu 2008/09 začal v zámoří, kde odehrál dva zápasy v AHL, poté podepsal smlouvu s týmem HC MVD Balašicha (KHL) a dohrál zde sezónu.
Po skončení smlouvy se vrátil zpět do zámoří, kde odehrál první zápasy za tým Minnesota Wild, ale většinu zápasů byl opět na farmě v AHL.

## Ocenění a úspěchy
- 2006 WHL - Nejlepší střelec mezi nováčcích
- 2015 ML - Nejtrestanější hráč

## Prvenství

### ČHL
- Debut - 27. února 2005 (HC Slavia Praha proti HC Vítkovice Steel)
- První gól - 20. září 2011 (BK Mladá Boleslav proti HC Slavia Praha, českému brankáři Michalu Valentovi)
- První asistence - 20. září 2011 (BK Mladá Boleslav proti HC Slavia Praha)

### NHL
- Debut - 24. března 2007 (Boston Bruins proti New York Rangers)
- První gól - 27. března 2007 (Ottawa Senators proti Boston Bruins, kanadskému brankáři Ray Emery)
- První asistence - 5. května 2007 (Buffalo Sabres proti Boston Bruins)

### KHL
- Debut - 13. listopadu 2008 (HC MVD Balašicha proti SKA Petrohrad)
- První asistence - 12. prosince 2008 (Traktor Čeljabinsk proti HC MVD Balašicha)

## Klubová statistika
| Sezóna       | Klub                         | Soutěž       |     | Základní část | Základní část | Základní část | Základní část | Základní část |   | Play off | Play off | Play off | Play off | Play off |
| Sezóna       | Klub                         | Soutěž       | Z   | G             | A             | B             | TM            | Z             | G | A        | B        | TM       |          |          |
| 2004/2005    | HC Vítkovice                 | ČHL          | 1   | 0             | 0             | 0             | 0             | —             | — | —        | —        | —        |          |          |
| 2005/2006    | Regina Pats                  | WHL          | 60  | 36            | 22            | 58            | 87            | 6             | 4 | 1        | 5        | 6        |          |          |
| 2006/2007    | Providence Bruins            | AHL          | 43  | 13            | 17            | 30            | 110           | 9             | 1 | 0        | 1        | 12       |          |          |
| 2006/2007    | Boston Bruins                | NHL          | 9   | 4             | 1             | 5             | 6             | —             | — | —        | —        | —        |          |          |
| 2007/2008    | Houston Aeros                | AHL          | 58  | 8             | 10            | 18            | 57            | —             | — | —        | —        | —        |          |          |
| 2008/2009    | Houston Aeros                | AHL          | 2   | 0             | 0             | 0             | 0             | —             | — | —        | —        | —        |          |          |
| 2008/2009    | HC MVD Balašicha             | KHL          | 17  | 0             | 2             | 2             | 106           | —             | — | —        | —        | —        |          |          |
| 2009/2010    | Houston Aeros                | AHL          | 66  | 12            | 11            | 23            | 77            | —             | — | —        | —        | —        |          |          |
| 2009/2010    | Minnesota Wild               | NHL          | 2   | 0             | 0             | 0             | 0             | —             | — | —        | —        | —        |          |          |
| 2010/2011    | Houston Aeros                | AHL          | 34  | 6             | 2             | 8             | 68            | —             | — | —        | —        | —        |          |          |
| 2010/2011    | Springfield Falcons          | AHL          | 10  | 1             | 0             | 1             | 4             | —             | — | —        | —        | —        |          |          |
| 2011/2012    | Jokerit Helsinky             | SM-l         | 3   | 1             | 0             | 0             | 2             | —             | — | —        | —        | —        |          |          |
| 2011/2012    | HC Slavia Praha              | ČHL          | 30  | 4             | 4             | 8             | 134           | —             | — | —        | —        | —        |          |          |
| 2011/2012    | MODO Hockey                  | SEL          | 13  | 1             | 2             | 3             | 2             | 6             | 0 | 1        | 1        | 0        |          |          |
| 2012/2013    | HC Fassa                     | AlpsHL       | 20  | 8             | 14            | 22            | 36            | —             | — | —        | —        | —        |          |          |
| 2012/2013    | Djurgårdens IF Hockey        | SEL          | 20  | 4             | 6             | 10            | 45            | 4             | 1 | 1        | 2        | 29       |          |          |
| 2013/2014    | Djurgårdens IF Hockey        | SEL          | 2   | 0             | 0             | 0             | 2             | —             | — | —        | —        | —        |          |          |
| 2013/2014    | HK Dukla Trenčín             | SHL          | 3   | 0             | 1             | 1             | 0             | —             | — | —        | —        | —        |          |          |
| 2013/2014    | Nottingham Panthers          | EIHL         | 42  | 20            | 20            | 40            | 47            | 2             | 0 | 1        | 1        | 2        |          |          |
| 2014/2015    | Herning Blue Fox             | ML           | 35  | 21            | 18            | 39            | 178           | 9             | 2 | 0        | 2        | 31       |          |          |
| 2015/2016    | Grenoble métropole hockey 38 | LiM          | 20  | 6             | 15            | 21            | 65            | —             | — | —        | —        | —        |          |          |
| 2016/2017    | Orli Znojmo                  | EBEL         | 3   | 0             | 0             | 0             | 0             | —             | — | —        | —        | —        |          |          |
| 2016/2017    | Nottingham Panthers          | EIHL         | 6   | 1             | 1             | 2             | 5             | —             | — | —        | —        | —        |          |          |
| 2016/2017    | Comarch Cracovia             | PHL          | 17  | 5             | 8             | 13            | 35            | 13            | 6 | 8        | 14       | 14       |          |          |
| 2017/2018    | Comarch Cracovia             | PHL          | 33  | 15            | 8             | 23            | 56            | 12            | 0 | 8        | 8        | 33       |          |          |
| Celkem v NHL | Celkem v NHL                 | Celkem v NHL | 11  | 4             | 1             | 5             | 6             | —             | — | —        | —        | —        |          |          |
| Celkem v KHL | Celkem v KHL                 | Celkem v KHL | 17  | 0             | 2             | 2             | 106           | —             | — | —        | —        | —        |          |          |
| Celkem v AHL | Celkem v AHL                 | Celkem v AHL | 213 | 40            | 40            | 80            | 316           | 9             | 1 | 0        | 1        | 12       |          |          |

## Reprezentace
| Rok          | Tým          | Soutěž       | Z | G | A | B | TM |
| ------------ | ------------ | ------------ | - | - | - | - | -- |
| 2005         | Česko 18     | MS-18        | 7 | 0 | 3 | 3 | 12 |
| 2006         | Česko 20     | MSJ          | 5 | 1 | 0 | 1 | 4  |
| 2008         | Česko        | EHT          | 2 | 0 | 0 | 0 | 0  |
| Celkem v EHT | Celkem v EHT | Celkem v EHT | 2 | 0 | 0 | 0 | 0  |